# Lnáře
Lnáře (německy Schlüsselburg) jsou obec v okrese Strakonice v Jihočeském kraji. Žije v nich 717 obyvatel.

## Historie

### První písemné zmínky o Lnářích a o původu jeho jmen
První písemná zmínka o obci pochází z roku 1318 (či 1313), ale mnohé pozůstatky z doby laténské v okolí dávají tušit, že kořeny obce sahají mnohem hlouběji v minulosti. Lnáře byly obcí, kde více než čtyři staletí sídlila vrchnost pro široké okolí. Původně na zdejší Staré Tvrzi, později (po roce 1670) na pohodlnějším a honosnějším „novém“ zámku. Německý název místa Schlüsselburg znamená v češtině Klíčohrad. Tento název, v minulosti hojně používaný, je velmi starého původu. Již nejstarší původem němečtí vladykové Schlüsselburští, měli ve svém modrém erbu vyobrazený zlatý (či černý) klíč, který se zde našel již pradávno při orání. Tato událost byla umocněna prý zjevením svaté Máří. A právě od této události (legendy) se vyvinul název pozdější název Schlüsselburg. První, kdo ho prý oficiálně využíval, byl hrabě Wratislaw z Mitrowic a jméno se užívalo až do roku 1945 velmi hojně. Z počeštěných verzí tohoto jména se dochovala verze Klíčumburk, jak se také někdy Lnářům ve středověku říkalo. Proto německý název obce, ač dnes nepříliš často používaný, je důležitý historicky a tradicí, více než u jakéhokoliv sídla v okolí Lnářů. Český název „Lnáře“ je také starého původu a znamená „vesnice pěstitelů lna”, tehdy obvyklé plodiny.

### Od prehistorie až do konce středověku
Vlastní dějiny obce jsou provázány s přechodem rozsáhlých bažin na cestě z jihočeských a prácheňských pánví směrem ke Staré Plzni přes místní Smolivecký potok. Bažinaté místo v jinak kamenitém kraji bylo osídleno již v pravěku, podařilo se vykopat pozůstatky osídlení staré asi 2700 let. Přinejmenším od této doby byla širší oblast Lnářska řídce osídleným krajem a toto osídlení kontinuálně pokračovalo až do raného středověku. V době železné se místní keltská populace krom zemědělství živila i rýžováním zlata z potoků, po čemž se zachovaly pozůstatky, sejpy. V raném středověku řídce osídlený kraj dosídlili lidé kmene Dúdlebů, kteří přišli pravděpodobně z oblasti Černomoří a jsou lingvistické předpoklady, že byli pravděpodobně íránského původu. První známý vlastník Lnářů a aristokrat byl Ulrich ze Schlüsselburgu (Lnář), který je písemně zmiňován roku 1313, kdy doprovázel krále Jana Lucemburského při jeho výpravě do ciziny. Jeho rod byl německého původu, který se neznámo jak dostal do Lnář. V průběhu 14. století se do rodu přiženili místní nižší šlechtici. Dalším raným vladykou byl v úředním listě zmiňovaný Habart ze Schlüsselburgu (Lnář), což je zároveň i nejstarší dochovanou písemnou památkou vzpomínající obec Lnáře, pocházející z roku 1318. Již tehdy začalo vznikat menší lnářské zboží, neboli panství, které krom Lnář zahrnovalo i Zahorčice, Zámlyní, Předmíř či Říště. Později došlo k velké expanzi tohoto zboží, které zahrnovalo dvě menší města (mj. Kasejovice) a dalších 34 vesnic v širokém okolí. Tato expanze byla dána mimořádně úspěšným hospodařením místní šlechty, což umožnilo koupě dalších osad v okolí Lnář.
Mezi léty 1404 až 1564 patřily Lnáře a okolí Zmrzlíkům ze Svojšína. Druhý místní pán z tohoto rodu, Petr Zmrzlík ze Lnář a Kašperku, byl podporovatelem husitů, kteří tak Lnáře ušetřili válečných útrap. Poslední ze Zmrzlíků, Václav, byl evangelického vyznání a pro hrozící exekuci majetku raději sám panství prodal 25. dubna 1564 Zdeňkovi ze Šternberka za 45 000 kop míšeňských grošů a utekl do tolerantnějšího Německa. Zdeněk ze Šternberka dostal panství již zadlužené, proto se jeho potomci panství raději vzdali a prodali jej svému příbuznému, Volfu Novohradskému z Kolovrat.

### Novověk

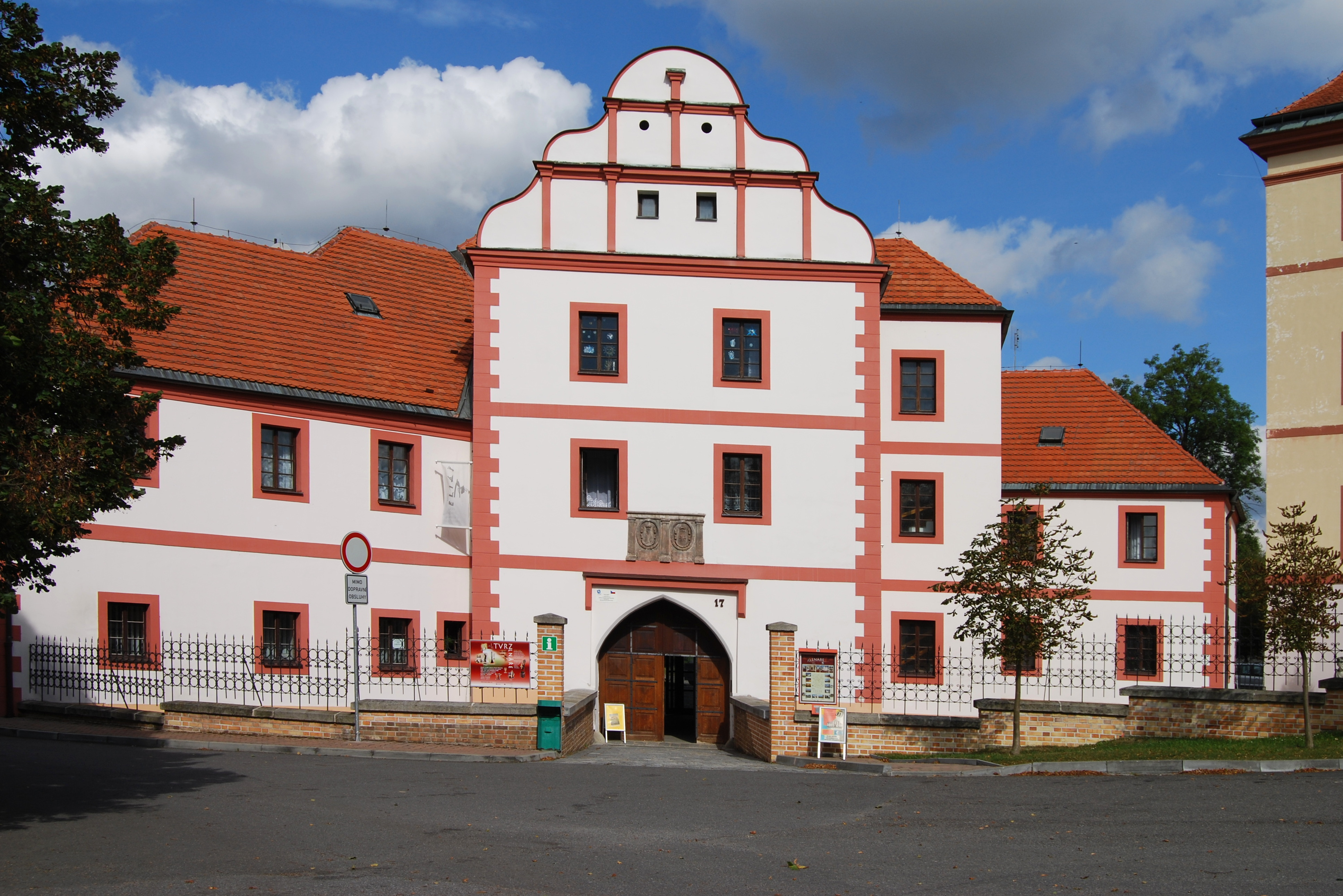
Vchod do Staré tvrze

Volf Novohradský byl poručníkem Petra Voka z Rožmberka, který Lnáře v roce 1608 navštívil. Volf do Lnář také pozval Jakuba Krčína z Jelčan a Sedlčan, který se postaral o zdokonalení a zvelebení místních rybníků. Roku 1597 také Volf Novohradský nechal přebudovat starou a nepohodlnou gotickou tvrz na elegantnější renesanční zámek, který dodnes zdobí erb jeho a jeho ženy z rodu Šternberků. Volf Novohradský z Kolovrat byl do své smrti v lednu roku 1609 nejvyšším zemským komorníkem Českého království.
Rod Šternberků dostal Lnáře ještě jednou zpět do vlastnictví 15. září 1617, kdy je Volfův syn Zdeněk prodal za 100 000 kop míšeňských strýci Adamu II. ze Šternberka a Bechyně. Adam jako snášenlivý katolík se později stal nejvyšším purkrabím. Jeho syn byl ale sloužícím Šollem z Kasejovic úkladně zavražděn, a Lnáře tak připadly dceři Adama, Evě Johanně. Ta lnářské panství prodala 24. ledna 1660 za 79 000 zlatých rýnských Aleši Vratislavovi, svobodnému pánu z Mitrovic. Tento pán počal se stavbou nového zámku v těsné blízkosti renesanční staré tvrze v roce 1666, ale tuto monumentální stavbu dokončil až další majitel, Humprecht Jan Černín z Chudenic, který koupil Lnářsko v roce 1675. Stavba byla po mnoha těžkostech, kdy hrozilo i zřícení stavby, dokončena v roce 1686. Později Lnáře získal hrabě Leopold Josef Künigl (1727), který nechal výrazně upravit zámek i přilehlou zahradu. Dalšími majiteli se stala hrabata ze Sweerts-Sporcku (kupující byl Karl Rudolf), která zámek vlastnila mezi léty 1745 až 1802.
Dalším místním pánem se nakrátko stal biskup-kníže pasovský Leopold Leonhard Raymund z Thun-Hohenštejna, který obratem prodal Lnářsko rodu Lünckerů z Lützenwicku (1804–1880). Za jejich vlády se život ve Lnářích a v okolí dramaticky změnil zákonem o zrušení roboty, který vydal 7. září 1848 císař Ferdinand I. Dobrotivý. Od této doby začalo lidí na Lnářsku ubývat a místní hospodářství tímto a všeobecným poklesem zájmu o ryby začalo upadat. Rodinná hrobka Lünckerů z Lützenwicku je dodnes v blízké obci Kadov.

### Moderní dějiny
Poslední aristokratický majitel panství byl Karl Klement Václav z Lilgenau (vlastník 1880–1924). Obrátil svojí pozornost k upadajícímu rybničnímu hospodářství, a toto počínání bylo částečně úspěšně. V jeho časech se také mnohé proměnilo; Rakousko-Uhersko zaniklo a vznikla Republika československá. Obec se na konci 19. století podařilo připojit na železnici Blatná – Nepomuk, ale stanice je až 1,5 kilometru jižně od obce. Tento fakt obec hospodářsky poškodil. První světová válka stála životy mnoha místních obyvatel, kteří mají svůj čestný pomník před základní školou poblíž modlitebny a centra obce. Lnáře sdílely osudy pozdější ČSR. Na říjen 1918 ve Lnářích upomíná památná lípa před obecním úřadem, která byla tehdy zasazena a dodnes zde roste. V ČSR proběhla pozemková reforma zákonem z dubna 1919, která v ČSR nejdříve zabrala 23 % veškeré půdy, později došlo ke zmírnění a zabralo se jen přes 40 % původně zamýšleného rozsahu. Karl Klement z Lilgenau za těchto okolností o své zadlužené lnářské panství přišel roku 1927, kdy prodal zbývající pozemky se zámkem pražskému židovskému obchodníkovi Karlu Bondymu. Tento první nearistokratický majitel se postaral o zvelebení Nového zámku. Od něj byl roku 1936 zámek v dražbě koupen pražským advokátem JUDr. J. A. Vaníčkem.
Za války v obci na zabaveném Novém zámku sídlili mladí nacisté (výcvikové středisko pro mladou generaci, Hitlerjugend). Skončení druhé světové války přišlo do Lnář dne 6. května 1945 s příchodem americké armády. Generál Vlasov, který se vzdal armádě USA, byl v blízkém okolí Lnář odveden ruskou hlídkou z amerického zajetí jako nepřítel SSSR a předán zástupcům Rudé armády. Doba komunismu byla pro obec období pomalého všeprostupujícího chátrání a šedi. Nic tomu nepomohlo, že se obec stala jedním ze letních sídel československé vlády. Nový rozkvět přinesla až nedávná, polistopadová minulost, především období po roce 2002. Obci se podařilo po katastrofálních povodních v srpnu 2002 získat dotace EU na obnovu místního hlavního mostu a hrází tří hlavních rybníků. Dotace se získala i na opravu chodníků a zastávek autobusu. Také Stará tvrz byla zrekonstruována a vybudovala se v ní elegantní galerie s infocentrem a knihovna.

## Rybníkářství

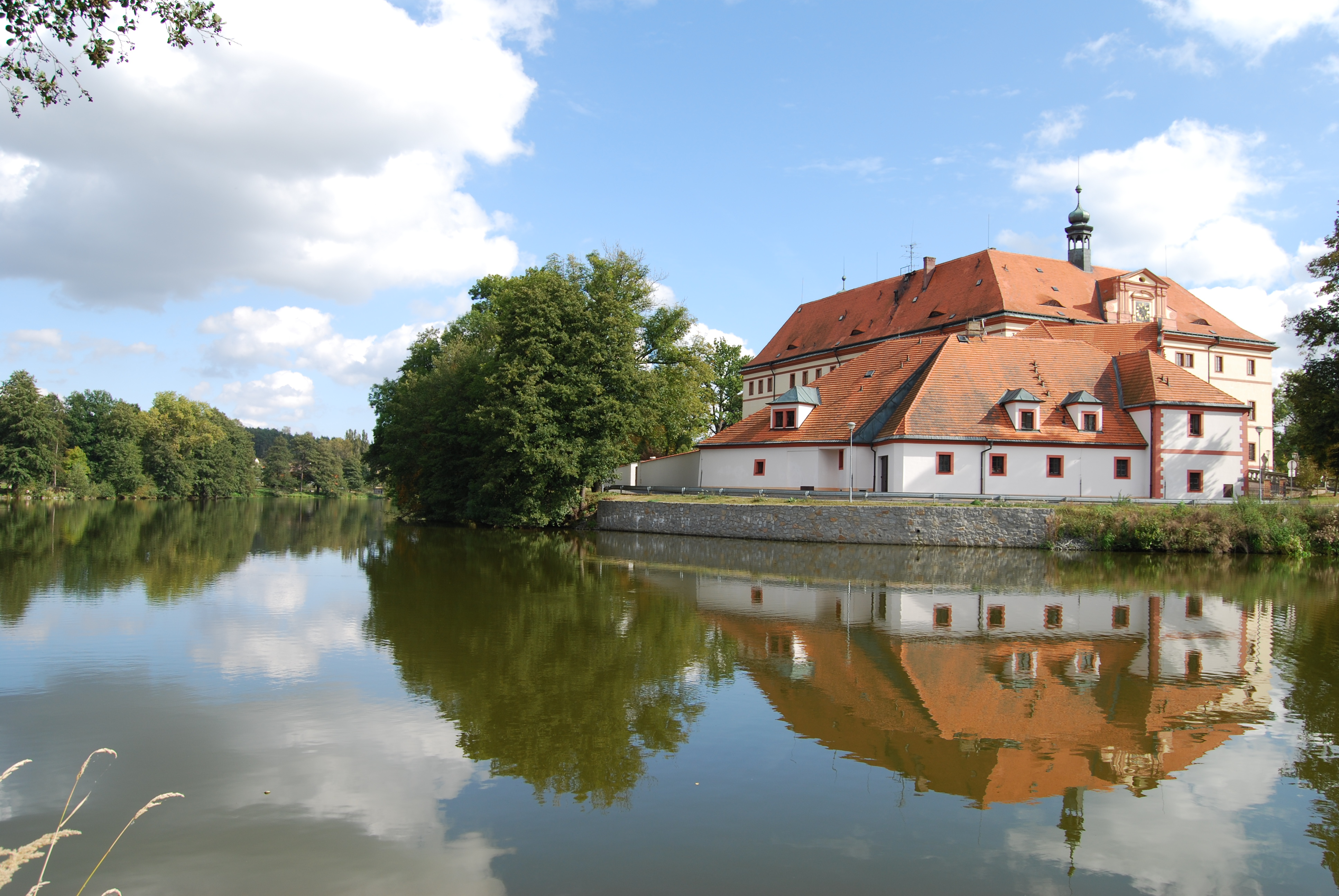
Zámecký rybník

Obec je již po staletí významným centrem rybníkářství. První rybníky v obci existovaly již kolem roku 1320 a měly charakter obranný a zároveň chránily proti povodním. Za dob hrabat ze Sweerts-Sporcku (1745–1802) zde bylo již na 366 rybníků, které dodnes vytvářejí zajímavou kulisu obce, která z dálky vypadá, jako když leží na řece. Hrabata dovezla z Německa lesklý poddruh kapra, který dostal jméno „Špíglák“, což je komolenina slova Spiegel, čili zrcadlo. Nejvíce rybníků se v okolí stavělo později, v 15. až 17. století. Jakub Krčín z Jelčan a Sedlčan, který zde pobýval a tvořil na pozvání Kolowratských, vybudoval několik obtočných stok u rybníků Nový, Divák a Struhový. Většina ostatních rybníků na Lnářsku patří mezi rybníky průtočné.
Další zvlášť vynikající osobností, která se zasloužila o nový rozkvět místní rybníkářské ekonomiky byl na přelomu 19. a 20. století Ing. dr.h.c. Theodor Mokrý. Tento odborník měl na starosti zbývajících asi 100 lnářských rybníků. V první polovině 19. století totiž poptávka po rybím mase poklesla a s tím i jejich cena. Velká část místních rybníků se změnila na pole a pastviny. Hrabě Karl z Lilgenau se snažil o renesanci místního rybářství a povolal doktora Mokrého. Mezi léty 1907–1921 se Theodor Mokrý postaral o vyšlechtění nové variety kapra, tzv. lnářského modráka, lysé a vysoce užitkové ryby. Dostal za ni na celostátní hospodářsko-lesní výstavě státní diplom a s jeho zástupcem, lesním správcem Václavem Peckou dostali i diplom Zemědělské rady. Lnářský modrák byl v padesátých letech vytlačen odolnějšími kapry, neboť nesnášel mechanickou manipulaci a rostl o rok déle. Nicméně měl chutnější maso. Dnes naprostá většina rybníků v obci i v okolí slouží k hospodářským účelům a nelze se v nich koupat. Výjimkou je například 6 km na jih položený Hadí rybník.

## Geografie a klima

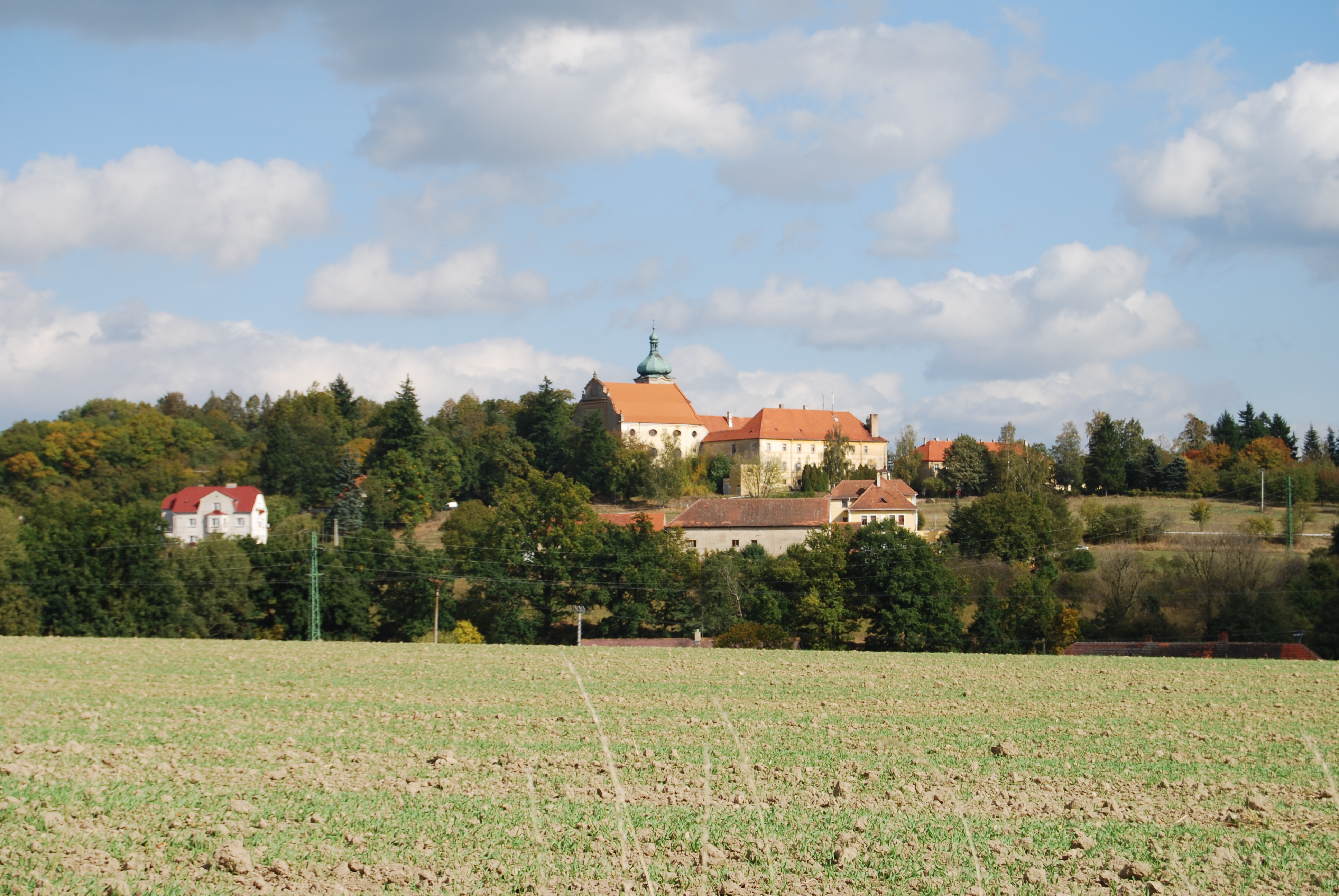
Klášter bosých augustiniánů

Lnáře leží v průměru kolem 470 metrů nad hladinou moře, ačkoliv části obce leží nad 500 metrů a Zahorčice leží asi 490 metrů. Obec leží padesát kilometrů jihovýchodně od Plzně a asi sto kilometrů jihozápadně od Prahy. Od Českých Budějovic je dělí více než 85 kilometrů jihovýchodním směrem. Nejbližším městem je Blatná (osm kilometrů východně) a Nepomuk (patnáct kilometrů západně). Lnáře leží v kotlině Smoliveckého potoka protékajícího obcí od severu k jihu. Okolní kopce dosahují výšek asi 520 až 577 metrů nad mořem. Okolí Lnář je lesnaté s množstvím pastvin a ostrůvky polí. Je zde velké množství rybníků a potoků.
Častým jevem jsou zde „suché bouřky“; větry vanou především od severozápadu a severovýchodu, méně pak od východu a jihu. Před přímým severním větrem je obec většinou chráněna hradbou Brd. Podnebí je mírně teplé vrchovinné, chladnější než v blízkých městech (např. Písek či Plzeň), v létě příjemné. Zimy jsou zde delší a drsnější než ve velkých městských aglomeracích, ale sněhu je většinou málo. Obec je v zimě relativně málo navštěvovaná.
Nejbližší meteorologická profesionální stanice leží pouhé tři kilometry od obce poblíž Kocelovic na Kněžském vrchu (522 metrů). Tato stanice byla zřízena již roku 1975, nonstop funguje od roku 1977.

### Meteorologické údaje
- průměrná roční teplota vzduchu: +7,5 °C (průměr ČR je 7,1 °C)
- průměrný roční úhrn srážek: 595,1 milimetru
- průměrná hodnota slunečního svitu za rok: 1677 hodin
- maximální naměřená teplota: +38,1 °C (ze dne 27. 7. 1983)
- minimální naměřená teplota: −24,9 °C (ze dne 8. 1. 1985)
- maximální srážky spadlé za 24 hodin: 139 milimetrů (26. 6. 1998)
- maximální náraz větru: 48,9 m/s (28. 1. 1994)

## Obyvatelstvo
| Rok            | 1869  | 1880  | 1890  | 1900  | 1910  | 1921  | 1930  | 1950 | 1961  | 1970 | 1980 | 1991 | 2001 | 2011 | 2021 |
| -------------- | ----- | ----- | ----- | ----- | ----- | ----- | ----- | ---- | ----- | ---- | ---- | ---- | ---- | ---- | ---- |
| Počet obyvatel | 1 207 | 1 298 | 1 326 | 1 235 | 1 267 | 1 246 | 1 163 | 960  | 1 103 | 943  | 878  | 770  | 793  | 721  | 653  |
| Počet domů     | 151   | 180   | 189   | 199   | 201   | 203   | 211   | 224  | 222   | 218  | 204  | 260  | 265  | 267  | 271  |

## Obecní správa

### Části obce
Lnáře se dnes člení na dvě části na dvou katastrálních územích:.
- Lnáře (i název k. ú.)
- Zahorčice (k. ú. Zahorčice u Lnář)

Před více než stoletím se obec nacházela na severozápadním okraji tehdejšího Prácheňského kraje. Po reformě na konci 19. století již obec náležela, spolu s Blatenským okresem, pod kraj Západní Čechy s centrem v Plzni. Po další reformě roku 1960 se Lnáře definitivně ocitly v okrese Strakonice na samém okraji Jihočeského kraje, pouhý kilometr od jeho západních hranic.
Od 1. ledna 1974 do 23. listopadu 1990 k obci patřily i Kocelovice a Tchořovice.

### Obecní symboly
Znak a vlajka byly obci uděleny rozhodnutím předsedy Poslanecké sněmovny Parlamentu České republiky dne 14. března 2002.

### Členství ve sdruženích
Obec Lnáře je členem sdružení Čechy nad zlato, které vzniklo v roce 1996 za účelem ochrany životního prostředí v oblastech ohrožených průzkumem ložisek a těžbou zlata.

## Doprava

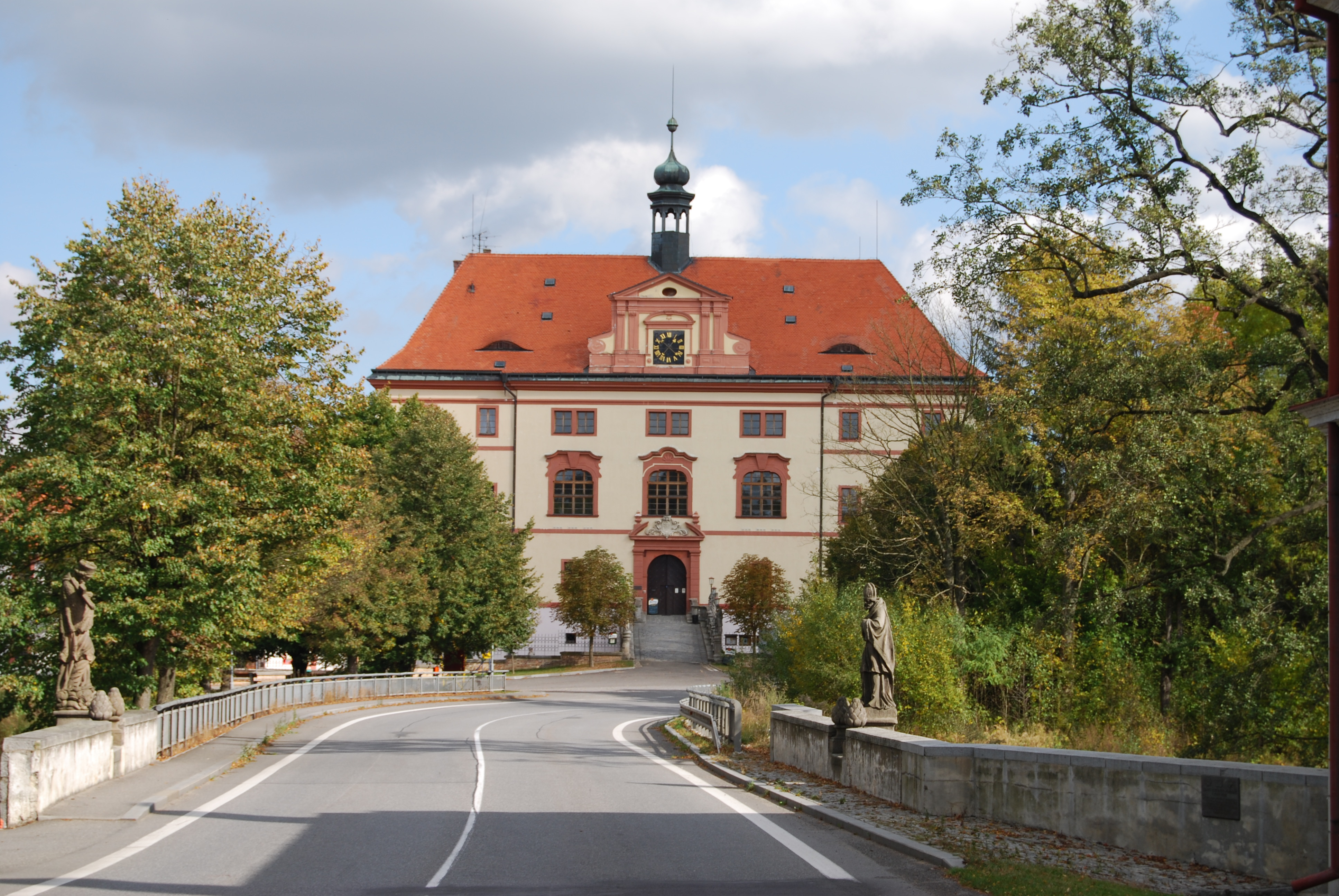
Silnice I/20 procházející středem obce

Problémem je osobní doprava, která je v týdnu zajišťována autobusy a vlaky, o víkendu takřka výhradně vlaky.

### Silniční doprava
Obec leží přímo na mezinárodní silnici číslo I/20, z Českých Budějovic do Plzně a přes obec vede i silnice 2. třídy z Příbrami do Sušice (II/177 a II/174), což má negativní důsledky ve formě zvýšené hlučnosti a prašnosti v blízkosti těchto frekventovaných komunikací. Osobní autobusovou dopravu přímo v obci (se zastávkami Lnáře-Centrum pro dálkové a Lnáře-Přístav a Lnáře-Klášter pro místní spoje) provozují dopravci v naprosté většině případů v pracovních dnech. Nejlepší autobusové spojení je směrem z Blatné. Z Prahy pak autobus, přes Blatnou.

### Železniční doprava
Obec leží na železniční trati Nepomuk– Blatná, která v Nepomuku navazuje na železniční trať Plzeň–České Budějovice a v Blatné na železniční trať Březnice–Strakonice. Železniční zastávka Lnáře leží od obce 1,5 kilometru směrem na jih. Nejbližší vlaková zastávka Hradiště (jeden kilometr jihozápadně) je v dezolátním stavu a navíc dostupná po špatně schůdné cestě. [zdroj?]

## Současnost
Obec je po katastrofálních povodních v roce 2002 částečně zrekonstruovaná. S vysokým přispěním EU byly nově postaveny oba dva hlavní mosty v obci a díky dotacím se podařilo zrekonstruovat a zprovoznit železniční dráhu Blatná-Nepomuk, ač mnoho lokálních politiků tuto investici spíše kritizovalo jako zbytečnou. Dráze hrozí kraj Západní Čechy zrušením, ač má pro místní obrovský význam. Podařilo se také zrekonstruovat mnoho místních komunikací i chodníků a některých veřejných prostor či zastávek autobusů v obci. Došlo i na rekonstrukci kaple svaté Anny (z roku 1700) nad Lnářemi. Některé soukromé subjekty dostaly od EU finance na rekonstrukce hospodářských budov. Tím došlo k značnému optickému zkrášlení obce, nicméně problémem zůstává velké množství domů v obci, které vlastní mnoho majitelů zároveň či o které jejich majitelé (často pouze chataři) nejeví zájem. Tyto domy zůstávají ve své zdevastovaném, havarijním stavu. Mnoho domů v blízkosti zámku či na Annabergu stojí před samotným zřícením a zejména ty posledně jmenované by mohly být velkou okrasou obce, jelikož se jedná o hrázděné stavby. Jejich majitelé (stejná rodina, vlastnící i Nový zámek) nejeví o tyto hodnotné stavby zájem. Dále zde v obci několik pensionů, restaurací, čtyři obchody a benzínová pumpa. Sídlo zde má Lnářský zemědělský statek, Lnářské rybářství, pila či service centrum John Deere Lnáře. V obci nedochází k žádné živelné výstavbě rodinných domků, což jen přispívá k zachování odlišného rázu obce. Počet obyvatel obce víceméně stagnuje či pomalu klesá a věkový průměr je přes množství dětí poměrně vysoký. Obec má vlastní poštovní úřad sloužící i sousedním sídlům a obecní úřad v jedné budově v centru. V obci je 600 m² veřejných parků.

## Školství
I přes nízký počet dětí ve Lnářích je v provozu (již od roku 1850) moderní malotřídní škola se třemi třídami a pěti ročníky. Ve školním roce 2009/2010 školu navštěvovalo 30 dětí. Školu navštěvují žáci z obcí Lnáře, Předmíř, Zámlyní, Metly, Hajany, Zahorčice a Tchořovice. Vyučování zde začíná s ohledem na dojíždění později, v 8:20. Školní budova má prostorné třídy, dvě učebny využívá školní družina, učebnu pro výuku výtvarné výchovy, jídelnu, kuchyň, kabinet, šatny. V prostorách školy nebyla vybudována tělocvična, proto se k účelům cvičení používá učebna, která se uvolnila spojením ročníků. Ve školním roce 2001/2002 v rámci projektu „Internet do škol“ byla otevřena internetová a počítačová učebna sloužící pro výuku žáků a zájmový kroužek počítačů. Tato učebna začala během školního roku 2006/2007 fungovat samostatně mimo výše zmíněný projekt. Součástí školy je i školka, která sídlí v blízkosti školy. Školka má k dispozici velmi dobře vybavenou vlastní zahradu. Škola i školka mají společnou jídelnu a v obou stupních lze zapojit dítě do mnoha různých zájmových kroužků a děti absolvují různé sportovní i kulturní a edukační akce.
Navazovat lze v nejmodernější městské devítileté škole, která se nachází ve městě Kasejovice. Tato škola byla s mnohamilionovým nákladem kompletně zrekonstruována. Kasejovice se nachází necelé tři kilometry západně od Lnář a obě místa jsou dobře dopravně propojena.

### Historie školství ve Lnářích
- Farní škola Lnáře 1822–1850
- Obecná škola Lnáře 1850–1948
- Národní škola Lnáře 1948–1953
- Osmiletá střední škola Lnáře 1953–1961
- Základní devítiletá škola Lnáře 1961–1978
- Základní škola Lnáře od 1978

## Pamětihodnosti

### Starý zámek (tvrz)

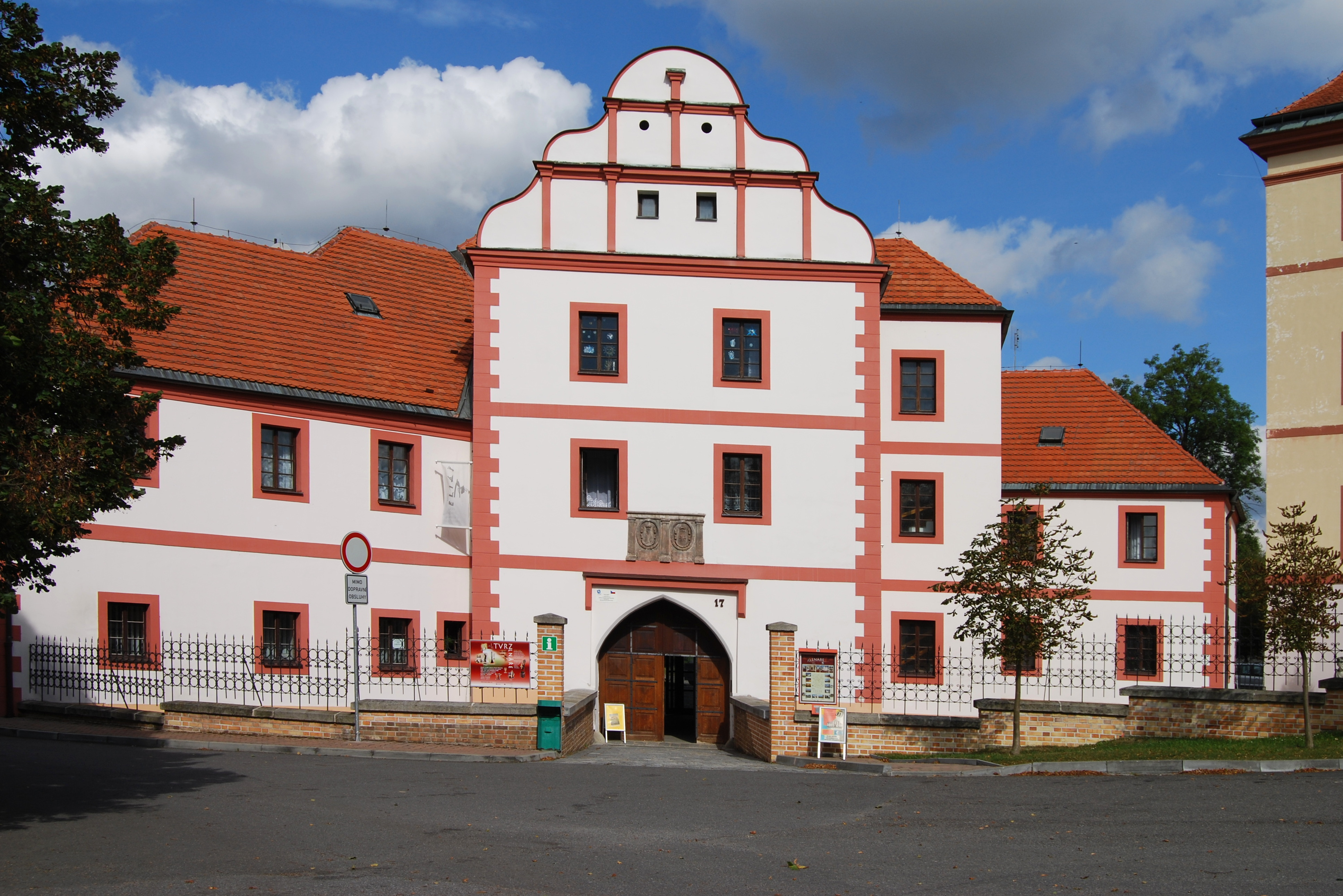
Starý zámek

Ve Staré tvrzi (zmíněné přímo prvně roku 1465) se nachází  nově vybudovaná galerie (infocentrum) s celoročními expozicemi lidových řemesel z okolí i se stálou expozicí známého skláře a umělce Bohumila Eliáše. Tvrz hostí místní knihovnu s internetem. Stará tvrz je původně na místě dřevěné opevněné tvrze, která prošla rozsáhlými přestavbami v průběhu dějin, především zmíním její přestavbu na kamennou gotickou tvrz. První rytíři ze Lnář měli již ve svém erbu daný klíč. Byli, jak naznačují zápisy z kronik, spříznění s pány z Kasejovic. Původní vodní tvrz byla založena na počátku 14. století. Habart ze Lnář zmiňovaný roku 1318 zde již s velkou pravděpodobností sídlil. Dnešní podoba tvrze je rekonstrukcí jejího renesanční podoby, kterou získala roku 1593 či 1597. Tvrz přestala v polovině 17. století dostačovat a proto byl nalevo od ní vystavěn mohutný zámek. Stará tvrz po dostavění nového zámku sloužila jako její hospodářské-technické zázemí, později také jako pivovar (do roku 1930) se sklepy protivínského Platanu (po roce 1936). Nové využití vyžadovalo přístavbu nových budov a komína, což bylo na začátku devadesátých let strženo (= základ pro čtvrtinu hektaru velké nádvoří) a ponechaný zbytek je velmi podobný původní staré tvrzi. Před dvěma lety došlo opět k rekonstrukci vnější fasády a k opravě střechy, čímž se stal objekt atraktivnějším cílem pro turisty. Velká část tvrze slouží jako obecní byty pro lnářské občany. Celá stavba, včetně nádvoří je památkově chráněna a patří obci Lnáře.

### Nový zámek

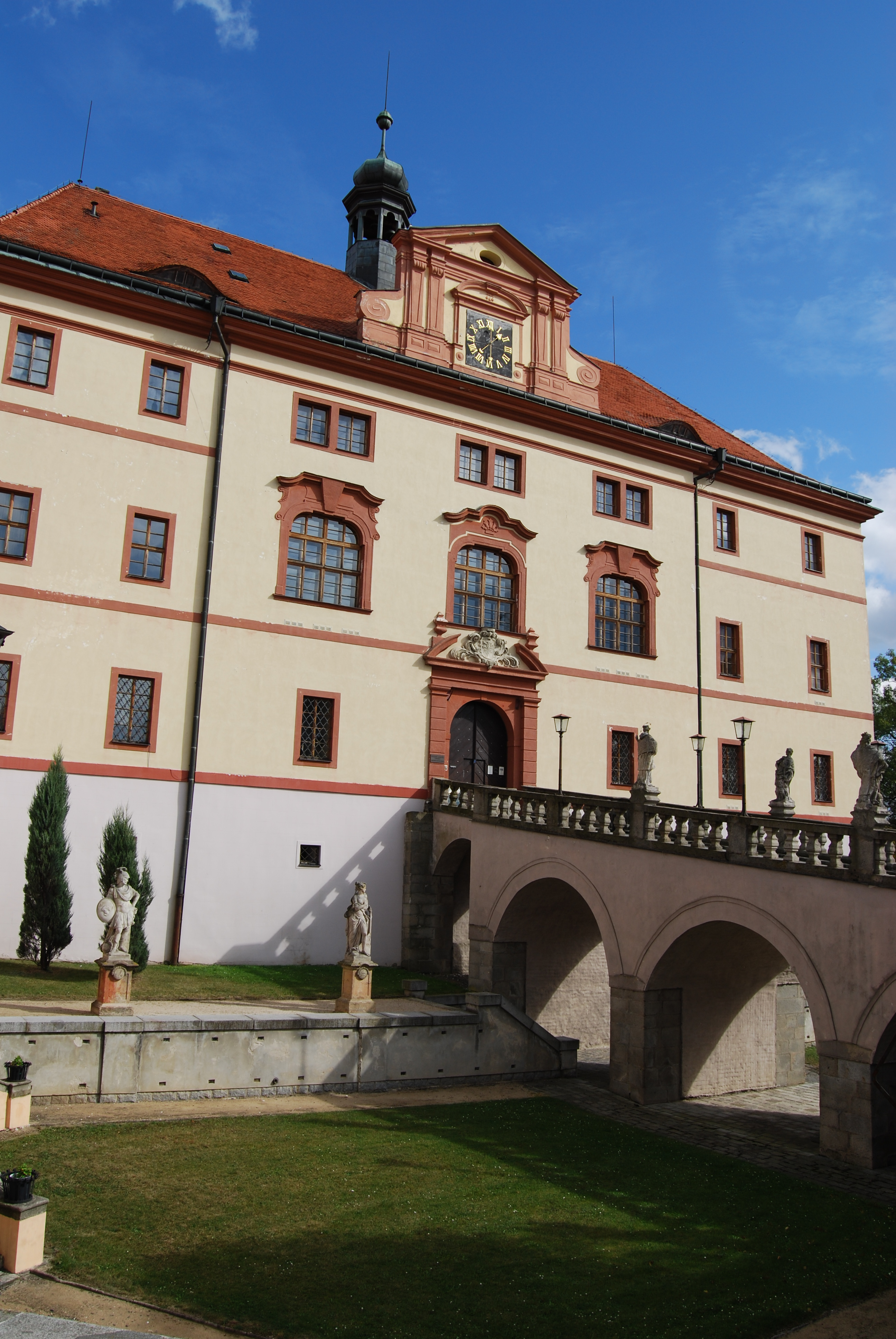
Pohled na přístupový most do Nového zámku

Vedle staré tvrze stojící barokní nový zámek. Stavební práce začaly ve druhé polovině šedesátých let 17. století na příkaz hraběte Alexe Ferdinanda Vratislava z Mitrovic. Dostavěn byl za 1686 Tomáše Zachea, syna hraběte Černína z Chudenic. Jedná se o nejmonumentálnějším objekt obce a jejího širokého okolí. Dříve to bylo centrum rozsáhlé hospodářské jednotky, což je na jeho monumentalitě znát. Rod Černínů byl úspěšný, katolický, bohatý a rád dával svoje úspěchy najevo.
Architektem celého díla byl v první fázi pravděpodobně stavitel Carlo Lurago, který postavil větší část zámku. Následoval jej architekt Francesco Caratti (1675–1677) a po jeho smrti jeho učeň Giovanni Battista Maderna. Stavba mimochodem měla značné problémy se statikou, které způsobily, že se stavba protáhla na tři desetiletí. V roce 1682 tak odcestoval do Lnář Francesco Lurago a tesař Johann Natter, aby podle svého učinili opatření zabraňující zřícení zámku. Místní exteriéry jsou skvostnými prostory především pro svoje skvělé barokní a rokokové nástěnné malby s motivy antických bájí a mytologie, které z pochopitelných důvodů nemohly být za éry komunismu zcizeny, jak se to stalo veškerému movitému vybavení zámku. Autorem fresek je Carpoforo Tencalla.
Dalším zvláště zajímavým prostorem zámku je velmi zdobená barokní kaple svatého Josefa, která byla vysvěcena biskupem brixenským Kašparem Ignácem, hrabětem z Küniglu na kostel roku 1727. Zachovaly se fresky s biblickou tematikou od blatenského umělce Johanna Franze Hoffmanna. Mezi zobrazenými výjevy jsou obrazy ze života Svaté rodiny, či života Josefa Egyptského, syna Jákobova. Slouží bohoslužebným účelům dodnes. Další prostory jsou taktéž bohatě zdobeny freskami, například Apollónův sál či rokokový tzv. svatební sál. Na několika vyobrazeních lze najít obrazy ze starých období Lnář a lze tak porovnat dřívější a dnešní vzhled zámku a tvrze i pozorovat hospodářský život v raném novověku. Největším vnitřním prostorem je 240m² rozlehlý, dvoupatrový velký sál, který bude v nejbližší době rekonstruován (do konce května 2009). Jeho strop tvoří obrovitá freska, zobrazující svatbu Dia s Hérou za účasti ostatních řeckých bohů. Na nádvoří zámku stojí kašna Neptuna.
Zámek je dále obklopen čtyřhektarovou rozlehlou romantickou anglickou zahradou vybudovanou po roce 1727, která je zkrášlena o 11 vzácných soch (původně 12) znamení zvěrokruhu ztvárněné slavným sochařem Ignazem Michaelem Platzerem. Dalšími sochami v zahradě jsou například barokní chlapeček s labutí a sochy pištce a ležící dívky z osmdesátých let 20. století. V zahradě jsou i 2 kašny s bazénky a sklepení. V rohu zahrady se nachází dnes již nijak nevyužívaný, ale jinak vzácný objekt romantické mešity s dvěma minarety z první poloviny 19. století. Vrchol mešity je zdoben půlměsícem. Mešita sloužila v nedaleké minulosti již jen jako servisní zázemí zahrady. V tomto období bylo k zámku přistavěno kryté schodiště do zahrady s terasou. Karel Bondy, vlastnící zámek od roku 1927 nechal přistavět nejen bazén, kuželník, tenisový kurt, ale zámek elektrifikoval a dovedl sem vodovod. Roku 1936 zámek koupil advokát Jindřich Anastáz Vaníček. Za Protektorátu Čechy a Morava byl zámek zkonfiskován a využíván jako výcvikové středisko Hitlerjugend. Poslední konfiskace proběhla roku 1948 při komunistickém puči a rodina Vaníčků o zámek na 45 let přišla. Paradoxem dějin je, že vůdce komunistického převratu, Klement Gottwald, hovořil právě z balkonu kanceláře advokáta Vaníčka na Staroměstském náměstí v Praze.
Za éry komunismu zámek chátral (část byla i ovčínem), v šedesátých letech zde byly konány taneční plesy, školka i kino. Řada fresek byla podmáčena vodou z prasklé nádrže v nejvyšším patře. Od roku 1972 došlo k rekonstrukci, v níž po roce 1980 pokračovala československá vláda, aby od roku 1985 mohla zámek využívat jako luxusní reprezentační a rekreační středisko. Při rekonstrukci byl zámek doplněn o výtah, bar, saunu, jídelny a garáže. Zahrada dostala nový tenisový kurt, volejbalové hřiště, minigolf a grill. K navrácení potomkům původního majitele došlo roku 1993. Ti zámek po čase zpřístupnili veřejnosti. Pro návštěvníky jsou dnes k dispozici 2 bazény a sauna, dětské hřiště a kurty s umělým povrchem. Zámek je po přibližně půl roku přístupný veřejnosti a v přilehlé zámecké zahradě i uvnitř se od jara do podzimu konají svatební obřady. V přízemí se nachází taktéž muzeum o rybníkářské slávě obce a muzeum kočky. Zde jsou v současné době vystaveny např. 500 let stará dřevěná potrubní výpusť rybníka Dražský Březí či potrubí uvolněné z rybníka Velký Bělčický o povodních v srpnu 2002.

### Klášter a kostely

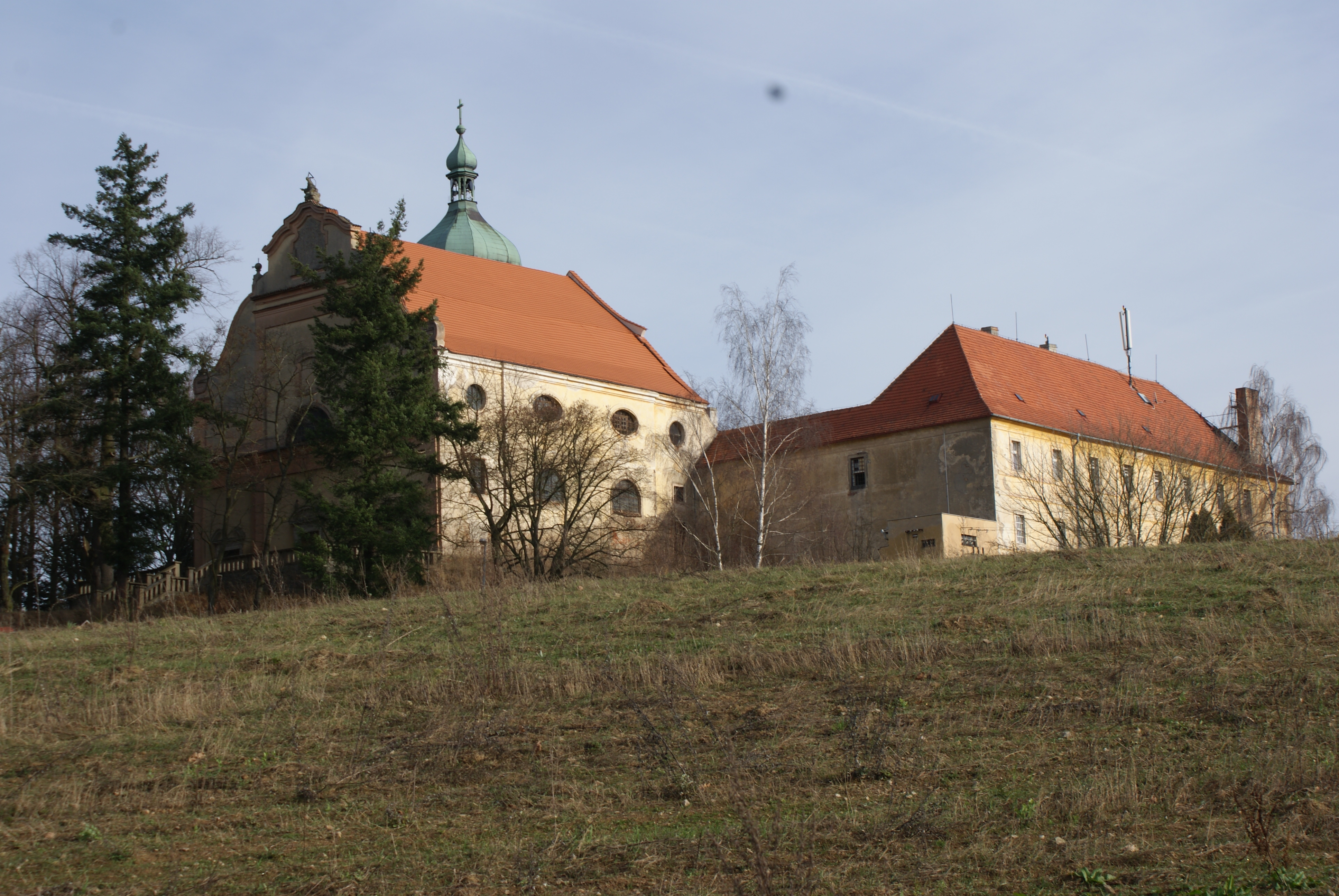
Klášter Bosých augustiniánů z pohledu od jihu

Nad obcí se tyčí dominanta obce, významný raně barokní klášter bosých augustiniánů (architekt Giovanni Battista Maderna), postavené mezi léty 1685–1693 a klášterní a bývalý farní kostel Nejsvětější Trojice, stavěný 1666–1723 na místě původní kaple svaté Trojice z roku 1599. Tomáš Zachariáš hrabě Černín zakládá roku 1684 při tomto kostelu i konvent tzv. řádu bosých Augustiniánů. Stavba samotná začala o rok později a dostavěna byla roku 1693, kdy sem přišlo dvanáct řeholníků. Kostel Nejsvětější Trojice je trojlodní s pravoúhle ukončeným presbytářem a hranolovou věží. Uvnitř je barokní vybavení s gotickým obrazem Madony Lnářské, obraz na hlavním oltáři od malíře Petra Brandla z roku 1707. Dnes je stav kostela neuspokojivý. Kostel je filiálním kostelem římskokatolické farnosti Blatná.
Klášter je čtyřkřídlý, jednopatrový ambit s otevřenými arkádami a křížovými klenbami. Ačkoliv byl rakouským a římským císařem a českým králem Josefem II. o století později řád bosých Augustiniánů zrušen jako zbytečný a lidem neprospěšný, jejich lnářský konvent jako jediný v jejich české provincii zůstává funkční. V polovině 19. století v klášteře pracoval pozdější slavný sochař Václav Levý (1820–1870). Roku 1906 byl vysvěcen hřbitov řeholníků v auálu klášterní zahrady. Definitivní konec řeholníkům ve Lnářích zasadila až komunistická diktatura, která v roce 1949 klášter násilím vysídlila. V klášteře vzniklo ženské vězení, od roku 1961 klášter sloužil jako interna. Od roku 1965 je tato dominanta Lnář státní psychiatrickou léčebnou, zaměstnávající mnoho lidí z obce. V září 2021 bylo rozhodnuto, že klášterní areál (budovy a pozemky) koupí od Řádu bosých augustiniánů Jihočeský kraj.
V centru obce je modlitebna Československé obce husitské, dnes nevyužívaná. Hřbitovní kostel svatého Mikuláše v centru obce (u Přístavu) je postavený již v polovině 14. století jako kostel farní a jeho tehdejším patronem byl místní aristokrat Kondrád Lnářský. Později se takřka zřítil a zachránila jej rekonstrukce v roce 1735. Obec měla problémy s rekonstrukcí přilehlé hřbitovní zdi. Kostel není běžně přístupný, funguje spíše jako hřbitovní kaple.

### Mosty

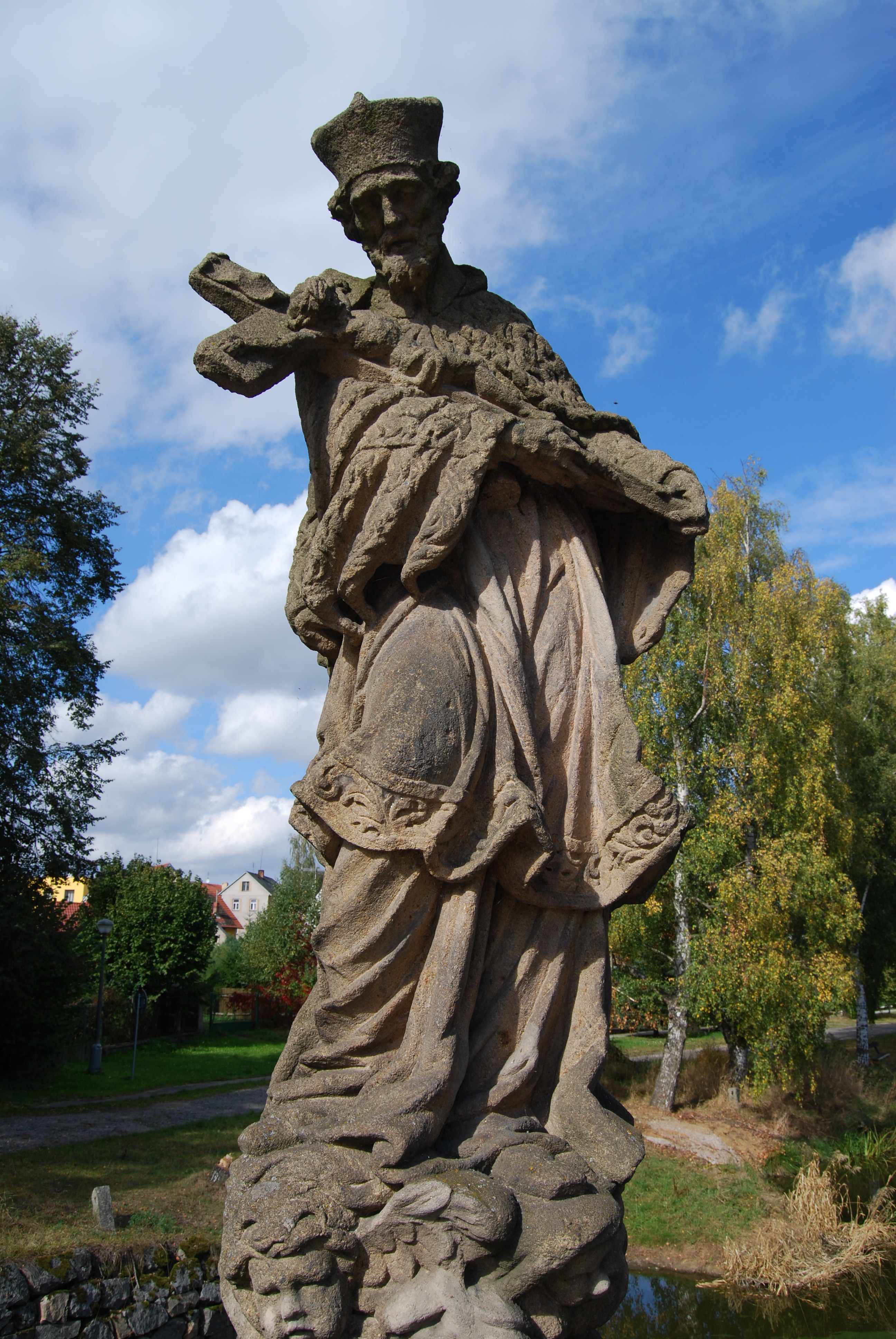
Socha na mostě přes Smolivecký potok

V obci se nachází několik mostů a na nich je několik kamenných soch. Bývalý dřevěný padací most k Novému zámku byl kolem poloviny 18. století stržen a vybudoval se nový kamenný most, který zdobí sochy 6 světců – svatého Václava, svaté Barbory, svatého Jena Nepomuckého, svatého Vavřince, svatého Šebestiána a svatého Víta. Další mostem je most do zámecké zahrady a most ke staré tvrzi, který je zdoben mřížovím. U jeho začátku stojí panel, který podává turistům informace o obci a jejím okolí v několika světových jazycích. Na hlavním silničním mostě přes Smolivecký potok stojí dvě sochy, socha svatého Donáta s svatého Jena Nepomuckého.

### Architektura domů a novější památky
Domy v obci jsou postavené částečně ve stylu selského baroka a dále je zde mnoho městských patrových domů. Dodnes se zachovaly domy především z 18. a 19. století. Na Annabergu (Aníně) se dochovaly, ač jsou dnes ve velmi zuboženém stavu, hrázděné domy typické pro jihozápadní Německo. Ty nechal vybudovat na počest své ženy Anny z Arvay hrabě Václav Klement Lüncker z Lützenwicku po jejich svatbě roku 1836. Hraběnka nad nimi roku 1840 nechala zrekonstruovat kapličku svaté Anny, postavenou v roce 1700.
Na začátku 20. století měla obec zhruba 1150 obyvatel a 150 domů. Odliv obyvatel nastal zejména do blízké Blatné či Plzně při tehdejším bouřlivém rozvoji těchto měst. Z tehdejší doby pochází i relativně velká železniční stanice Lnáře (- Schlüsselburg) z konce 19. století.
Novější památkou je memorial osvobození obce americkou armádou (4. tankovou brigádou) 6. května 1945, který stojí přímo mezi fotbalovým hřištěm a hlavní křižovatkou poblíž velikého klasicistního lnářského dvora. Kamenný pomník s anglickým a českým nápisem přečkal i období nejtužší komunistické totality. V anglické verzi je obec označována jako „Town of Lnar“.

### Další pamětihodnosti
- Gotický hřbitovní kostel svatého Mikuláše
- Barokní kaple svaté Anny na Kalvárii z roku 1700
- Socha svatého Floriána u kostela
- Socha svatého Jana Nepomuckého a svatého Donáta na hlavním silničním mostě (kopie)
- Barokní zámek Lnáře
- Barokní augustiniánský klášter a klášterní a farní kostel Nejsvětější Trojice s milostným obrazem Madony Lnářské
- Zemědělský hrázděný dvůr Annaberg (Anín)
- Pomník americké armádě
- Modlitebna Československé obce Husitské
- Mnohé menší kapličky a zastavení při místních komunikacích
- Barokní kaple v obci Zahorčice
- Pomník padlým občanům Lnář a Zahorčic ve světových válkách (v obou obcích odděleně, z třicátých let 20. století)
- Barokní kaple svatého Josefa s excelentními freskami ze života svaté Rodiny a života Josefova, syna Jákobova
- Anglická zahrada s barokními sochami 11 znamení zvěrokruhu od sochaře Platzera a mešita s 2 minarety
- Sochy 6 svatých na kamenném mostě u zámku
- Ekologicky stabilní, čistá a zachovalá příroda s mnoha chráněnými přírodními památkami včetně památných stromů

## Turistika
V okolí obce, díky člověkem přeměněné ale jinak ekologicky stabilní krajině, naleznete dostatek míst s krásnou přírodou. Zvláště doporučit lze cyklistiku a pěší výlety, neboť řídce zalidněná krajina s nízkým provozem automobilů je k takovým aktivitám vhodná.
V roce 1985 došlo k prosazení ochrany 1,6 hektaru velké přírodní památky Pastviny u Zahorčic se vzácnou luční vlhkomilnou květenou a s krásným výhledem na Šumavu a blízký brdský Třemšín. V katastrálním území obce leží přírodní památka Nový rybník u Lnář a část přírodní rezervace Hořejší rybník. V obci jsou 3 památné stromy – lípy u kostela Svaté Trojice.

### Seznam cyklotras
1. okruh Kocelovice – Paračov – Dobšice – Skaličany (23,6 km)
2. okruh Závišín – Hvožďany – Starý Smolivec – Metly (41,6 km)
3. okruh Tchořovice – Kasejovice – Lnáře (32,2 km)
4. okruh Řečice – Vrbno – Kadov – Bezděkov – Pole (32,3 km)
5. okruh Černívsko – Labuť – Buzice – Paštiky (31,4 km)
6. okruh Tchořovice – Hadí rybník – Jindřichovice – Mačkov (22,9 km)
7. okruh Buzice – Škvořetice – Sedlice – Čekanice (30,0 km)
8. okruh Čekanice – Bratronice – Záboří – Lnářský Málkov (31,1 km)
9. okruh Záhrobí – Třemšín – Hvožďany – Kocelovice (49,9 km)

#### Cyklotrasa č. 1064 Lnáře – Podolí
- Obtížnost: střední, 27 km
- Značení: silniční
- Komunikace: silnice II. a III. třídy, účelové komunikace
- Povrch: asfalt, zpevněný povrch
- Vhodné pro všechny typy bicyklů